# Gelik Ovacık, Çerkeş
Gelik là một xã thuộc huyện Çerkeş, tỉnh Çankırı, Thổ Nhĩ Kỳ. Dân số thời điểm năm 2010 là 94 người.